# Bodenseekreis
Bodenseekreis er en Landkreis i den tyske delstat Baden-Württemberg. Den danner sammen med Landkreis Ravensburg og Landkreis Sigmaringen Region Bodensee-Oberschwaben i Regierungsbezirk Tübingen. Bodenseekreis grænser mod nord til landkreisene Sigmaringen og Ravensburg, mod øst til Landkreis Lindau i delstaten Bayern, mod syd danner Bodensee en naturlig grænse til Schweiz (Kantonerne Thurgau og St. Gallen) og til Østrig (Vorarlberg), og mod vest grænser den til Landkreis Konstanz.

## Geografi
Bodenseekreis strækker sig langs nordbredden af Bodensee med det tilliggende Oberschwäbischen Hügelland, som mod øst går over i Westallgäuer Hügelland.

## Erhvervsliv og infrastruktur
Bodenseekreis regnes for en af de mest innovative regioner i Baden-Württemberg. Statistische Landesamt satte den i 2008 på førstepladsen i det landsdækkende Innovationskraft-Index aller Kreise im Bundesland. Dette er takket være mange højteknologiske virksomheder, underleverandører til til bilindustrien og maskinfabrikker f.eks. ZF Friedrichshafen AG og MTU, samt talrige underleverandører indenfor luft- og rumfartsteknik, hovedsageligt koncentreret omkring Friedrichshafen.

### Trafik
Den Württembergische Staatsbahn byggede allerede i 1847 den berømte „Schwäbischen Eisenbahn“  fra Ulm til Bodensee ved Friedrichshafen.
Der er færger over Bodensee fra Friedrichshafen til Romanshorn i Schweiz og fra Meersburg til Konstanz. En katamaran har timedrift mellem Friedrichshafen og Konstanz.
Flughafen Friedrichshafen forbinder Bodenseeregionen med mange destinationer i ind- og udland.

## Byer, amter og kommuner
Kreisen havde 216227 indbyggere pr. 2018-12-31

| Byer 1. Friedrichshafen, by (60865) 2. Markdorf (14031) 3. Meersburg (5944) 4. Tettnang (19198) 5. Überlingen, by (22554) Kommunale samarbejder 1. Gemeindeverwaltungsverband „Eriskirch-Kressbronn am Bodensee-Langenargen“ med sæde i Langenargen; Består af kommunerne: Eriskirch, Kressbronn am Bodensee og Langenargen 2. Vereinbarte Verwaltungsgemeinschaft der Stadt Friedrichshafen med kommunen Immenstaad am Bodensee 3. Gemeindeverwaltungsverband „Markdorf“ mit Sitz in Markdorf; Består af kommunerne: Stadt Markdorf sowie Gemeinden Bermatingen, Deggenhausertal og Oberteuringen 4. Gemeindeverwaltungsverband „Meersburg“ med sæde i Meersburg; Består af kommunerne: Stadt Meersburg og kommunerne Daisendorf, Hagnau am Bodensee, Stetten (Bodenseekreis) og Uhldingen-Mühlhofen 5. Gemeindeverwaltungsverband „Salem“ med sæde i Salem; Består af kommunerne: Frickingen, Heiligenberg og Salem 6. Vereinbarte Verwaltungsgemeinschaft der Stadt Tettnang med kommunen Neukirch 7. Vereinbarte Verwaltungsgemeinschaft der Stadt Überlingen med kommunerne Owingen og Sipplingen | Kommuner 1. Bermatingen (4027) 2. Daisendorf (1597) 3. Deggenhausertal (4356) 4. Eriskirch (4908) 5. Frickingen (2981) 6. Hagnau am Bodensee (1409) 7. Heiligenberg (3042) 8. Immenstaad am Bodensee (6532) 9. Kressbronn am Bodensee (8720) 10. Langenargen (7721) 11. Meckenbeuren (13520) 12. Neukirch (2704) 13. Oberteuringen (4979) 14. Owingen (4351) 15. Salem (11345) 16. Sipplingen (2095) 17. Stetten (1043) 18. Uhldingen-Mühlhofen (8305) | rechts |